# 산라탕

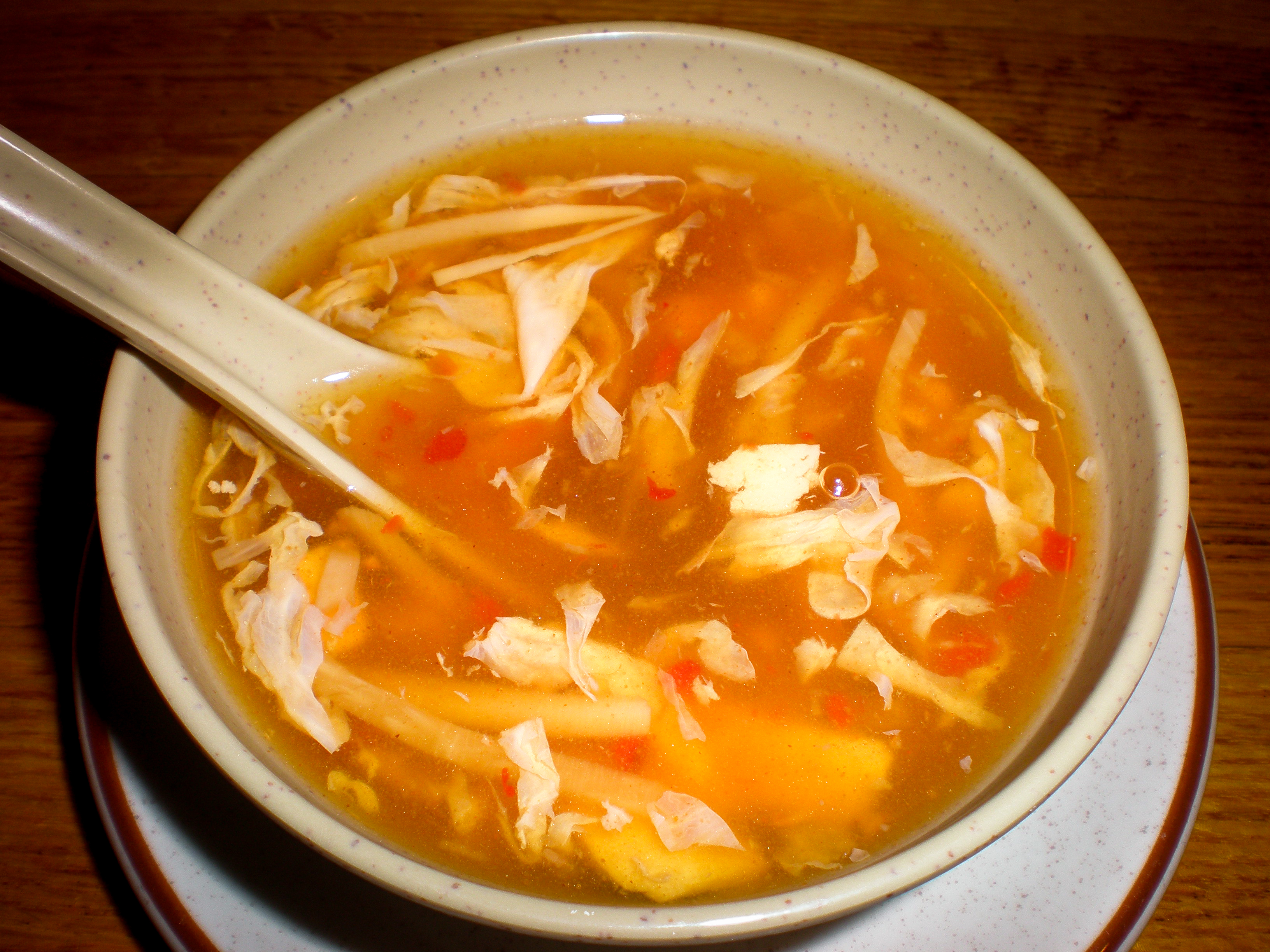
산라탕

산라탕(중국어 간체자: 酸辣汤, 정체자: 酸辣湯, 병음: suānlàtāng 쏸라탕[*], 한자음: 산랄탕)은 중국 요리의 하나이다. 식초의 신맛과 고추와 후추의 매운 맛을 섞은 수프이다. 닭고기, 두부, 표고버섯, 목이버섯, 죽순, 대파, 토마토 등의 재료를 사용하고 소금, 간장, 생강 국물로 조미하고 충분한 천추와 고추 또는 후추를 추가한다. 녹말로 걸쭉하게 후 계란을 흘려 넣어 마무리한다. 삶은 국수를 넣어 먹기도한다.

## 같이 보기
- 단화탕
- 쏸라펀